# کیسو یوشیماسا

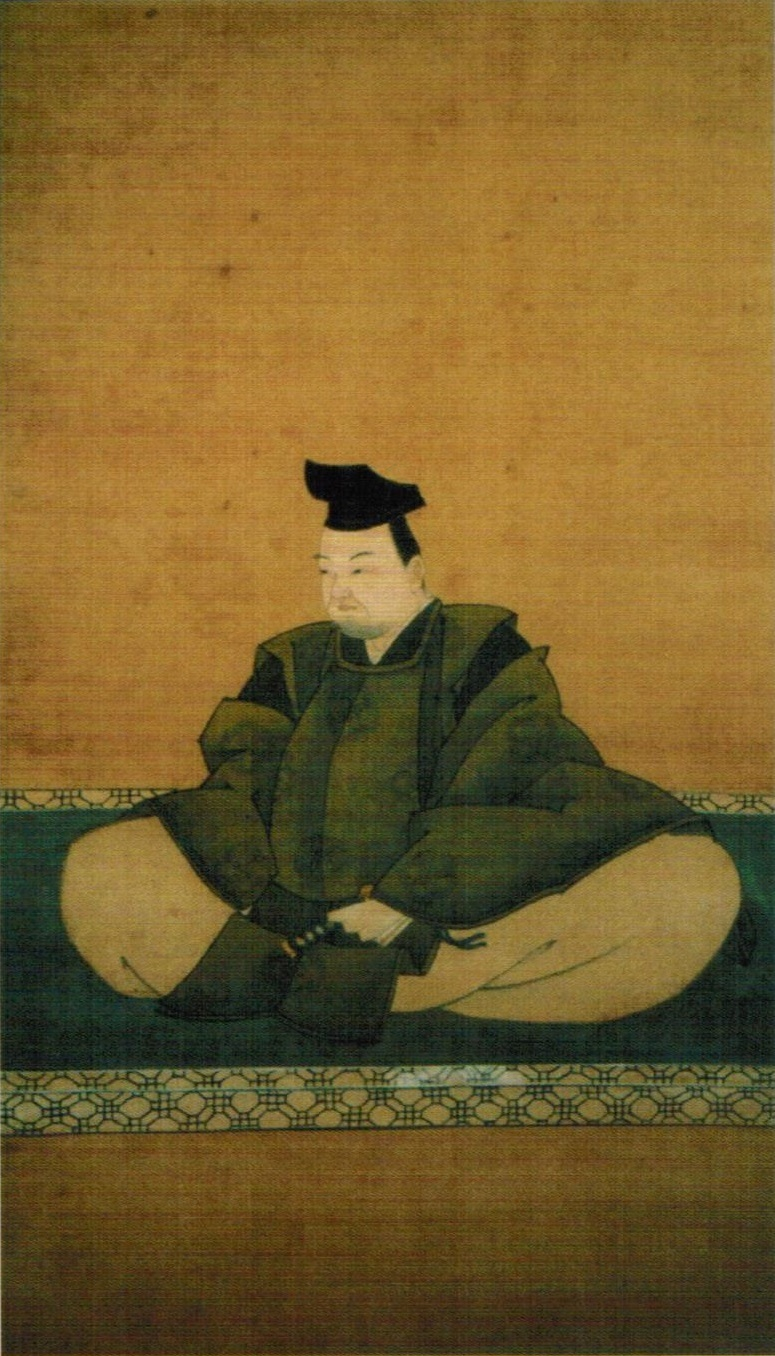
کیسو یوشیماسا

کیسو یوشیماسا (به ژاپنی: 木曾 義昌 Kiso Yoshimasa) (۱۵۴۰–۱۵۹۵ میلادی) یک سامورایی ژاپنی در خدمت خاندان تاکدا در اواخر دوره سنگوکو بود. او یکی از ۲۴ ژنرال تاکدا شینگن است.